# Graeme Stevely
Graeme Stevely  (nacido el 2 de junio de 1988),  más conocido por el nombre de ring Grado (  /ˈgreɪdoʊ/ GRAY -doh ), es un luchador y actor profesional escocés que interpreta a Alan en Two Doors Down, PC Hugh McKirdy en Scot Squad y actualmente está firmado con Insane Championship Wrestling (ICW), donde es ex campeón mundial de peso pesado de ICW .

## Carrera de lucha libre profesional

### Carrera temprana (2002-2006)
Grado se metió por primera vez en la lucha libre en 2002. Entrenó brevemente con Red Lightning, Kid Fite y Drew Galloway en British Championship Wrestling . Unos años más tarde pasó a entrenar con la Scottish Wrestling Alliance. Hizo su debut para ellos en 2004, bajo el nombre de Grant Dunbar, como parte de The Lowlanders con Glen Dunbar. Consiguieron poco éxito, pero celebraron los Campeonatos en Parejas de la SWA en dos ocasiones. 

### Insane Championship Wrestling (2012-2017)
Después de años de luchar esporádicamente y actuar como cantante principal de la banda escocesa de metalcore Prezident Prime, Grado volvió a entrenar en SWA, esta vez con el nuevo entrenador en jefe Big Damo . Hizo un vídeo en Facebook para vender entradas para un espectáculo de la Scottish Wrestling Alliance cerca de su ciudad natal, lo que llevó a una pelea promocional con Jackie Polo que incluyó su primera vez bailando junto a Madonna "Like a Prayer". Estos videos y promociones se hicieron populares y Mark Dallas de Insane Championship Wrestling (ICW) ideó la campaña "Get Grado Booked". Durante este tiempo, Grado fue objeto de un documental de Vice, The British Wrestler, que vio cómo su popularidad aumentaba con estrellas estadounidenses como Sonjay Dutt expresando su apoyo.  Como parte del documental Vice, Grado pareció derrotar al campeón de peso pesado de ICW, Red Lightning, en Super Smokin' Thunderbowl para ganar el campeonato de peso pesado de ICW. El partido se reanudó más tarde cuando Red Lightning tenía su pierna debajo de la cuerda inferior. Red Lightning continuaría reteniendo el título.
Durante el ICW Fringe Tour en 2014, Grado se asoció con Colt Cabana para enfrentar a New Age Kliq (Chris Renfrew y BT Gunn ) y ganó los primeros Campeonatos Oficiales en Parejas de ICW .   Grado y Cabana son conocidos como Irn Jew  y en la última noche de la gira perdieron sus campeonatos en parejas ante The New Age Kliq.  El 15 de noviembre de 2015, Fear & Loathing VIII Grado derrotó a Drew Galloway para ganar el Campeonato Mundial Peso Pesado de ICW en la SECC .   
En la quinta edición anual de Square Go el 24 de enero de 2016, Grado perdió el Campeonato Mundial Peso Pesado de ICW ante Chris Renfrew, poniendo fin a su reinado en solo dos meses, el reinado más corto en la historia de ICW en ese momento.  En el evento también estrenó un nuevo tema y una nueva apariencia, lanzando una versión rock de "99 Problems" reemplazando su antiguo tema "Like A Prayer", además de deshacerse de su antiguo sencillo por Trunks y el franela que le dio Mick Foley en Fear and Loathing VIII.
En Fear &amp; Loathing IX el 20 de noviembre de 2016, en SSE Hydro, Grado se unió como parte del Equipo Dallas para derrotar al Equipo Black Label y recuperar la propiedad de ICW.   
El 16 de abril de 2017, en Barramania III, Grado se volvió heel por primera vez en su carrera al atacar a su viejo amigo Sha Samuels y alinearse con Red Lightning. En Shug's Hoose Party 4 el 30 de julio, perdió ante Samuels en un combate Loser Leaves ICW, lo que obligó a Grado a dejar ICW.

### Premier British Wrestling (2012-presente)
El 3 de noviembre de 2012, Grado se asoció con JD Bravo en una lucha por equipos contra The Coffey Brothers ( Joe Coffey y Mark Coffey) y The Coffey Brothers ganaron la lucha. El 14 de marzo de 2015, Grado se asoció con Kenny Williams contra Darkside y TJ Rage para el Premier British Wrestling Tag Team Championship. Grado y Williams ganaron el partido para convertirse en nuevos campeones en parejas.

### Pro Wrestling Elite (2013-presente)
Grado ganó el PWE Elite Rumble para ganar una oportunidad por el título y la oportunidad de nombrar el próximo evento. El siguiente show de PWE se llamó Gradomania . Ganó el Campeonato de peso pesado de élite de Pro Wrestling de manos de Dave Mastiff en GradoMania.  Grado mantuvo el título durante 511 días, reteniéndolo contra Andy Wild, Noam Dar, Liam Thomson y Joey Hayes.  Perdió el título ante Iestyn Rees después de que Rees cobrara su oportunidad por el título en PWE Jingle All The Galloway . 
En el último programa de PWE, tras el fallecimiento de Adrian 'Lionheart' McCallum, Grado iba a recuperar el título y, tras una conversación con un fan, le presentó el título a la madre de Adrian.

### Circuito independiente (2006-presente)
Además de trabajar en Insane Championship Wrestling, Grado también aparece para varias empresas en todo el Reino Unido. Ha trabajado para SWA, PWE, SWE, PBW y Wrestlezone entre otras empresas. En el evento Aberdeen Anarchy de WrestleZone en el Beach Ballroom frente a 1.300 espectadores con entradas agotadas, Grado derrotó al héroe de la infancia Scotty 2 Hotty . Los días 27 y 28 de julio, Grado trabajó para What Culture Pro Wrestling.  

### Total Nonstop Action Wrestling / Impact Wrestling

#### Varias historias (2014-2016)

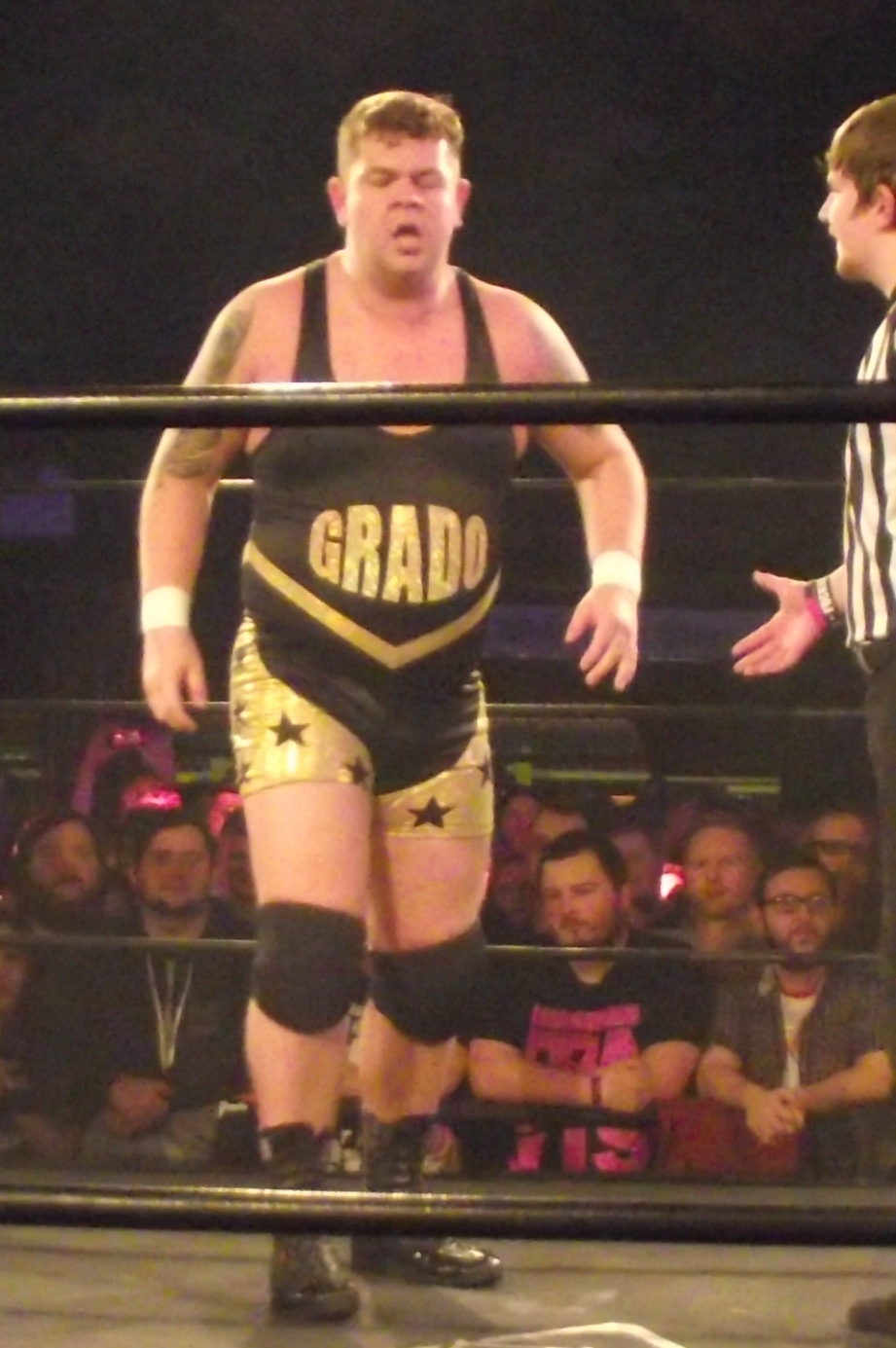
Grado en 2014

En 2014, Grado apareció en la segunda temporada de TNA British Boot Camp en una disputa en curso con el juez Al Snow .   Después de perderse la segunda ronda de la competencia por almorzar y perder la noción del tiempo, Snow expulsó a Grado de la competencia. Luego, Grado aparecería en las audiciones de Mánchester y una vez más fue expulsado. Reapareció en Londres y, tras un poco de persuasión por parte de Gail Kim, Snow le permitió volver a la competición. Snow luego enviaría a Sha Samuels para maltratar a Grado en la segunda ronda. Llegaría a la final británica y a la final estadounidense antes de ser finalmente eliminado en el Top 6. Después de que Snow eliminara a Grado de la competencia, Grado desafió a Snow a un combate en el SSE Hydro como parte del Maximum Impact Tour de TNA en enero de 2015. Snow aceptó y Grado ganó el partido, seguido de Snow estrechándole la mano.
Grado apareció en Destination X el 10 de junio, habiendo ganado otra oportunidad en TNA luego de su victoria sobre Snow. Grado apareció posteriormente en varios segmentos detrás del escenario, intentando hacer parkour y tratando de perder peso para poder competir en la División X. Sólo en el pesaje Jeremy Borash informó a Grado que "no hay límites en la X-Division". Grado competiría inmediatamente contra Kenny King y Cruz, obteniendo la victoria definitiva sobre este último. Grado luchó por el Campeonato de la División TNA X en un esfuerzo perdedor contra Low Ki y Tigre Uno . Uno ganó el partido y el título. Durante octubre y noviembre (grabado en julio), Grado participó en el nuevo torneo TNA World Title Series, donde ocupó el cuarto lugar de su bloque en el equipo del Reino Unido. No pudo ganar todos los partidos contra Drew Galloway, Rockstar Spud y Bram, por lo que no pudo avanzar a los octavos de final desde su bloque. En la edición del 26 de enero de 2016 de Impact Wrestling. Grado compitió en el combate Feast or Fired y fue el primer hombre en agarrar el maletín. Desafortunadamente, más adelante en la transmisión, durante la ceremonia de revelación, el maletín reveló que Grado contenía la nota rosa y como resultado de eso, fue inmediatamente despedido de TNA.
El 9 de febrero de 2016, Grado regresó a Impact Wrestling alegando que estaba jodido e iba a mostrar pruebas de que estaba jodido cuando Eli Drake llegó con seguridad. Luego, su seguridad persiguió a Grado fuera del ring, y Drake intentó atacarlo solo para ser atacado por Grado. Grado escapó por un túnel. Más tarde esa noche, Billy Corgan estaba hablando de la nueva gira por el Reino Unido cuando Grado se quejó de que lo habían jodido. Después de despotricar repetidamente, la seguridad lo escoltó. Drake luego interrumpió a Grado y le dijo "será mejor que se calle sobre todo lo que cree saber" y luego lo atacó. 

#### Trabajando en equipo con Shera (2016-2017)
Durante la gira Maximum Impact de TNA por el Reino Unido, Grado haría una aparición como un luchador enmascarado bajo la apariencia de Odarg el Grande, junto a Mahabali Shera contra Eli Drake y Jessie Godderz .  Fue facturado por "Parts Unknown" y usó el conjunto de movimientos y el tema de entrada de Grado. En Lockdown, derrotó a Eli Drake en una lucha Six Sides of Steel. Grado continuaría apareciendo durante la gira Maximum Impact 8 afirmando tener pruebas de que Eli Drake lo "jodió". Una semana después, mientras mostraba a los espectadores en casa una prueba del punto de Grado de mostrar a Drake mirando el maletín de Grado, aunque no se pudo ver si Drake realmente cambió los casos con Grado, el hecho de que Drake abriera el caso de Grado fue suficiente para que Grado recibiera un contrato. lucha de escaleras contra Drake, que luego ganó. Dos semanas después, cuando empezó a hablar con Mahabali Shera sobre su fiesta de regreso, ambos hombres fueron, sin motivo claro, brutalmente atacados por Al Snow . Más de un mes después, en el episodio del 10 de mayo de 2016 de Impact Wrestling, Grado regresó durante una revancha entre Snow y Shera, asegurándose de que Shera ganara el combate. En el episodio del 24 de mayo de Impact Wrestling, Grado tuvo una pelea callejera con Snow con Shera en el ring, que perdió después de la interferencia de dos hombres desconocidos. En Slammiversary, Grado y Shera fueron derrotados por los dos hombres, Basile Baraka y Baron Dax, también conocidos como The Tribunal . En la edición del 14 de junio de Impact Wrestling, Grado y Mahabali tienen una lucha por equipos a cuatro bandas por el Campeonato Mundial en Parejas de TNA contra The Tribunal, The BroMans y Decay, en un esfuerzo perdedor. En la edición del 28 de junio de Impact Wrestling, Grado, Mahabali Shera y Tyrus derrotaron a Al Snow y The Tribunal. En la edición del 4 de agosto de Impact Wrestling, Grado y Mahabali Shera derrotaron a Al Snow y The Tribunal en un combate de handicap. En Bound for Glory, participó en el Bound for Gold pero fue rápidamente eliminado por Rockstar Spud . En el episodio del 24 de noviembre de Impact Wrestling, Grado perdió ante Robbie E en un combate del Turkey Bowl donde se vio obligado a usar un traje de pavo.

#### Historia de la deportación estadounidense (2017-2018)
Grado hizo su regreso a Global Force Wrestling el 13 de julio de 2017, donde le pidió ayuda a Joseph Park porque si no se casa con un ciudadano estadounidense para evitar la deportación será deportado de Estados Unidos, así lo pidió Laurel Van Ness. en una cita que fue interrumpida por Kongo Kong pero respondió que sí a Grado en la entrevista detrás del escenario y salió con Laurel Van Ness la semana siguiente. El 27 de julio, Grado le propuso matrimonio a Laurel Van Ness antes de que Kongo Kong saliera y asustara a Grado y Joseph Park. El 3 de agosto, Grado haría equipo con Braxton Sutter y Suicide cuando derrotaron a Fallah Bahh, KM y Mario Bokara, después de que el combate Grado intentó proponer nuevamente fue atacado por Kongo Kong. La semana siguiente, Grado y Joseph Park se enfrentarían a Kongo Kong en un partido de handicap donde fueron derrotados, luego del partido Grado fue salvado por Tyrus . La semana siguiente en Impact Wrestling Grado anunció que iba a ser deportado y se despediría la semana siguiente. En el episodio del 24 de agosto de Impact Wrestling, mientras Grado se despedía de Estados Unidos en su última noche en Estados Unidos, Van Ness salió y le propuso matrimonio a Grado. En el episodio del 31 de agosto de Impact Wrestling, Van Ness reveló que ella es canadiense, mientras que Grado necesitaba casarse con un estadounidense y se negó a casarse con Van Ness porque era canadiense, dejando a Van Ness en el proceso de convertirse en una villana maníaca una vez más. Posteriormente, Joseph Park le concedió a Grado una visa de trabajo cuando firmó un contrato de entretenimiento deportivo con el bufete de abogados de Park. Park comenzó a utilizar Grado como un "boleto de comida" para vivir un estilo de vida lujoso y pagarle muy poco a Grado. Cuando Grado confrontó a Park por estar mal pagado, Park retó a Grado a un partido en Bound for Glory por el control de la visa de Grado. Grado no leyó el contrato que estipulaba un partido de Monster Ball contra el hermano de Park, Abyss. Grado fue derrotado por Abyss en Bound for Glory después de que Grado fuera atacado por el villano Van Ness durante el partido. Sin embargo, en la siguiente edición de iMPACT, Park se disculpó con Grado y le entregó los documentos de su visa. Sin embargo, un policía se lo llevó porque los documentos no le permitían trabajar legalmente en Canadá, donde se encontraba la oficina principal de iMPACT en ese momento. 

### Regreso y reinicio de WOS Wrestling (2018-2019)
En mayo de 2018, Grado reanudó su asociación con World of Sport Wrestling en el Reino Unido y formó parte de las grabaciones de televisión en Norwich realizadas entre el 10 y el 12 de mayo de 2018. La serie se emitió posteriormente en el verano de ese año en ITV. En el episodio inicial, Grado perdió el título en su primera defensa en un combate con Rampage Brown .

### Regreso a ICW (2018-presente)
El 29 de julio de 2018, Grado hizo su regreso a ICW en Shug's Hoose Party V, cuando TNA y miembro del Salón de la Fama de la WWE, Jeff Jarrett, anunciaron a Grado como el oponente de Jackie Polo; Grado ganó el partido.

## Carrera de actuación
Grado interpreta al agente de policía Hugh McKirdy en la comedia de situación de la BBC Escocia Scot Squad . Más tarde interpretó a Brian Doyle/Buster en la telenovela escocesa de la BBC Escocia River City . El personaje fue eliminado del programa después de solo unos meses. También protagonizó el piloto de comedia de BBC Two, The Sunny, como Haircut.
En 2016 y 2017 apareció en las pantomimas "Elfie's Magical Adventure" y "The Wizard That Never Woz" en el Pavilion Theatre de Glasgow . Desde 2018, ha aparecido en Two Doors Down, una comedia de situación de la BBC con sede en Glasgow. Interpreta a Alan, que se mudó de East Kilbride con su compañera Michelle, interpretada por Joy McAvoy, a una casa frente a los personajes principales.
En 2019, Grado también presentó el programa de juegos de la BBC de Escocia Test Drive .
Apareció como el luchador Adrian Sloane en el episodio "Raga" de Endeavor en febrero de 2020.
Grado es un colaborador habitual del GamesMaster reiniciado en el E4 en 2021. 
Apareció como uno de un par de policías cómicos en Aladdin en el Pavilion Theatre (Glasgow) en 2022-23.

## Filmografía
| Título                                       | Fecha         | Red/canal              | Role                  | Notas           |
| -------------------------------------------- | ------------- | ---------------------- | --------------------- | --------------- |
| el soleado                                   | 2014          | BBC Escocia            | Corte de pelo         | Piloto          |
| Club de lucha loco                           | 2014          | bbc                    | grados                | [ 27 ]          |
| ciudad del río                               | 2014          | BBC Escocia            | Brian 'Buster' Doyle  |                 |
| Campamento de entrenamiento británico de TNA | 2014          | Desafío                | grados                |                 |
| equipo escocés                               | 2017          | BBC Escocia            | PC Hugh McKirdy       |                 |
| Dos puertas abajo                            | 2018-presente | bbc dos <br /> BBC uno | alan                  |                 |
| Prueba de conducción                         | 2019, 2023    | BBC Escocia            | Anfitrión/presentador | 2 series        |
| Empeño                                       | 2020          | ITV                    | Adrián Sloane         |                 |
| JuegosMaster                                 | 2021          | Canal 4                | Él mismo              |                 |
| La mayor escapada de Escocia                 | 2023          | bbc                    | Él mismo/anfitrión    | con JJ Chalmers |

## Vida personal
Grado, seguidor del Rangers FC, apareció como invitado especial en el partido The Legends Return en el estadio Ibrox junto con sus compañeros actores de River City, Jordan Young y Stephen Purdon.  Grado se casó con su prometida Stephanie en junio de 2023. Celebraron su ceremonia de boda en Lochside House en New Cumnock . La pareja tiene una hija, Perrie, que nació en noviembre de 2021. 

## Campeonatos y logros
- DDT Pro-Wrestling
  - Ironman Heavymetalweight Championship (1 vez)[32]
- Future Pro Wrestling
  - FPW Title #1 Contendership Tournament (2014)
- Insane Championship Wrestling
  - ICW World Heavyweight Championship (1 vez)[32][33]
  - ICW Tag Team Championship (1 vez) - con Colt Cabana[32][33]
  - ICW Bammy Award "Insane Moment of the Year" por ganar el ICW Championship en Fear & Loathing VIII (2016)
- International Pro Wrestling: United Kingdom
  - IPW:UK All England Championship (1 vez)[34]
- Reckless Intent Wrestling
  - Reckless Intent Heavyweight Championship (1 vez)[35]
- Scottish Wrestling Alliance
  - SWA Tag Team Championship (2 veces) with Glen Dunbar[36]
  - SWA Tag Team Title Tournament (2005)
  - King of Paisley (2019)[32]
- Scottish Wrestling Entertainment
  - SWE World Heavyweight Championship (1 time)[36]
- Swiss Wrestling Entertainment
  - SWE Tag Team Championship (1 vez) - con Pascal Splater[37]
- Target Wrestling
  - Target Wrestling Championship (1 vez)[38]
- Total Nonstop Action Wrestling
  - Feast or Fired (2016 – Pink Slip)[39][40]
  - PBW Tag Team Championship (1 vez) - con Kenny Williams[41]
- Pro Wrestling Elite
  - PWE World Heavyweight Championship (3 veces)
  - Elite Rumble (2014)[42]
- Pro Wrestling Illustrated
  - PWI lo clasificó en el puesto 293 de los 500 mejores luchadores individuales en el PWI 500 in 2016[43]
- World of Sport Wrestling
  - WOS Championship (1 time)[44]
  - WOS Tag Team Championship (1 vez) - con British Bulldog Jr.[45]

## enlaces externos
- Sitio web oficial
- Cagematch profile
- AllWrestlersList.com profile

- Datos: Q18345686
- Multimedia: Grado (wrestler) / Q18345686